# Harpagus
Genre
Harpagus est un genre d'oiseaux de la famille des Accipitridae. C'est en 1824 que Vigors décrit pour la première fois ce genre et lui donne son nom.

## Liste d'espèces
D'après la classification de référence (version 14.1, 2024) de l'Union internationale des ornithologues, il y a 2 espèces du genre Harpagus (ordre philogénique) :
- Harpagus bidentatus (Latham, 1790) – Harpage bidenté ;
- Harpagus diodon (Temminck, 1823) – Harpage diodon.

## Description et mode de vie
Les deux Harpagus vivent dans les forêts américaines. Ce sont des oiseaux de 30/35 cm de long, avec de longues queues et des ailes ovales.
Une autre caractéristique est une double encoche de chaque côté de la mandibule supérieure, ce qui justifie les épithètes bidentatus et diodon qui, respectivement en latin et en grec veulent dire "deux dents".

## Origine du nom
Harpagus était le nom grec d'un général Mède.